# (100015) 1989 SR7
(100015) 1989 SR7 es un asteroide perteneciente a asteroides que cruzan la órbita de Marte, descubierto el 28 de septiembre de 1989 por Carolyn Shoemaker desde el Observatorio del Monte Palomar, Estados Unidos.

## Designación y nombre
Designado provisionalmente como 1989 SR7.

## Características orbitales
1989 SR7 está situado a una distancia media del Sol de 2,365 ua, pudiendo alejarse hasta 3,075 ua y acercarse hasta 1,655 ua. Su excentricidad es 0,299 y la inclinación orbital 4,383 grados. Emplea 1328 días en completar una órbita alrededor del Sol.

## Características físicas
La magnitud absoluta de 1989 SR7 es 15,7.